# Keep Them Confused
Keep Them Confused is het zevende studioalbum van de Amerikaanse punkband No Use for a Name. Het is uitgegeven op 14 juni door Fat Wreck Chords. Naar aanleiding van het album ging de band op tour door Europa in april en mei 2006, samen met The Lawrence Arms. Ook werd er een videoclip voor het nummer "For Fiona" gemaakt, een nummer dat over Tony Sly zijn dochter gaat. 

## Nummers
Alle nummers zijn geschreven door Tony Sly.
1. "Part Two" - 3:35
2. "There Will Be Revenge" - 2:42
3. "For Fiona" - 2:41
4. "Check for a Pulse" - 2:36
5. "Divine Let Down" - 1:41
6. "Black Box" - 2:50
7. "Bullets" - 2:27
8. "Failing is Easier (Part Three)" - 0:41
9. "Apparition" - 3:18
10. "It's Tragic" - 3:24
11. "Killing Time" - 2:58
12. "Slowly Fading Fast" - 3:10
13. "Overdue" - 3:14

## Band
- Tony Sly - zang, gitaar
- Dave Nassie - gitaar
- Matt Riddle - basgitaar
- Rory Koff - drums